# Tom Butler
Pour les articles homonymes, voir Tom Butler (homonymie) et Butler.
Tom Butler est un acteur canadien né en 1951 à Ottawa, Ontario (Canada).

## Filmographie partielle

### Cinéma
- 1982 : Meurtre par téléphone (Murder by Phone) de Michael Anderson
- 1989 : Flic et Rebelle (Renegades) : Détective Geddles
- 1991 : Scanners 2 : La Nouvelle Génération : Docteur Morse
- 1993 : L'Avocat du diable : Heath
- 1996 : Randonnée à haut risque : Bryan Loch
- 2001 : Josie et les Pussycats : Agent Kelly
- 2002 : Freddy contre Jason (Freddy vs. Jason) : Dr Campbell
- 2006 : Everything's Gone Green : le père
- 2006 : Shooter, tireur d'élite : le Président
- 2006 : Des serpents dans l'avion de David R. Ellis : Captain Sam McKeon
- 2007 : Nom de Code : Le Nettoyeur (Code Name: The Cleaner) : Crane
- 2020 : Sonic, le film (Sonic the Hedgehog) de Jeff Fowler : Général Kenneth Walters
- 2022 : Sonic 2, le film (Sonic the Hedgehog 2) de Jeff Fowler : Général Kenneth Walters
- 2024 : Sonic 3, le film (Sonic the Hedgehog 3) de Jeff Fowler : Général Kenneth Walters

### Télévision
- 1990 : Hitler's Daughter de James A. Contner (téléfilm) : Dolan
- 1993 : X-Files : Aux frontières du réel (épisode Un fantôme dans l'ordinateur) : Benjamin Drake
- 1994 : L'Échange (Someone Else's Child) (TV) : Bruce Reed
- 1995 : Au-delà du réel : l'aventure continue / The Outer Limits (série télévisée) : Charlie Bouton (Épisode 1.03 : Valérie 23)
- 1995 : X-Files : Aux frontières du réel (épisode La Colonie) : Ambrose
- 1995-1996 : Sliders : Les Mondes parallèles - Michael Mallory (3 épisodes)
- 1996 : Au-delà du réel : l'aventure continue / The Outer Limits (série télévisée) : Dr. Werner (Épisode 2.08 : Ordre et obéissance)
- 1998 : Au-delà du réel : l'aventure continue / The Outer Limits (série télévisée) : Charlie Bouton (Épisode 4.15 : Mary 25)
- 1999 : Stargate SG-1 - Major Général Trofsky (2 épisodes)
- 2000 : Grandeur nature (Life-Size) (téléfilm) : Phil
- 2001 : Au-delà du réel : l'aventure continue / The Outer Limits (série télévisée) : Général Morehouse  (Épisode 4.15 : La navette)
- 2003 : Un crime passionnel (A Crime of Passion) (téléfilm)
- 2003 : La Confiance trahie (I Accuse) (téléfilm)
- 2006 et 2014 : Supernatural : Harley Jorgeson / Jim Meyers  (saison 1 épisode 11 et saison 9 épisode 12)
- 2006 : Blade - Tucker (2 épisodes)
- 2007 : Masters of Science Fiction - Warren Geslow (épisode A Clean Escape)
- 2007 : Painkiller Jane - Docteur John Roberts (2 épisodes)
- 2008 : La Menace Andromède (Andromeda Strain) (téléfilm)
- 2010 : Miracle à Manhattan  (Call Me Mrs. Miracle) (téléfilm) : J.R. Finley
- 2010 : La Colère de Sarah (One Angry Juror) (téléfilm) : Fitzgerald
- 2015 : Flash : Eric Larkin (série: saison 1 épisode 11)
- 2017-2018 : Damnation : Burt
- 2019 : Le fabuleux destin de Noël (A Godwink Christmas: Meant for Love) de Paul Ziller (téléfilm) : Edgar